# Чернецкий, Семён Александрович
Семён Алекса́ндрович Черне́цкий (при рождении Соломон Шаевич Чернецкий, в нотных публикациях до 1917 года Соломон Исаевич Чернецкий; 1881—1950) — русский и советский военный дирижёр, композитор, организатор и руководитель первых советских военных оркестров, один из создателей советского военного марша, музыкальный педагог. Лауреат Сталинской премии второй степени (1946). Заслуженный деятель искусств РСФСР (1936). Профессор (1946). Генерал-майор (1943), инспектор военных оркестров РККА (1924—1949).

## Дореволюционный период жизни
Родился 11 (23) октября 1881 года в Одессе в музыкальной еврейской семье. Его отец, ананьевский мещанин Шая Нухимович Чернецкий (1830 — 21 ноября 1902), был скрипачом и преподавателем игры на скрипке, мать Хая-Рухл Чернецкая — преподавателем игры на фортепиано. Племянник — композитор и военный капельмейстер Лев Исаакович Чернецкий. 
Первые уроки музыки получил под руководством матери. В 1892—1893 годах обучался игре на тромбоне при оркестре 24-го Драгунского Лубенского полка в Кишинёве (капельмейстером полка был его старший брат Исаак Чернецкий). В 1893—1897 годах учился в музыкальных классах при Одесском отделении Императорского русского музыкального общества (Одесском музыкальном училище) по классу тромбона Г. М. Лоэцо и фортепиано, совмещал учёбу с аккомпаниаторскими заработками.
В 1902 году из-за тяжёлого материального положения семьи после смерти отца и не окончив училища, был отправлен в Кишинёв к старшему брату (по отцу) — капельмейстеру 24-го Лубенского драгунского (впоследствии гусарского) полка и альтисту кишинёвского отделения Русского музыкального общества Исааку Исаевичу Чернецкому, автору вальса «Голубая даль» и «Старинного марша». В Кишинёве окончил музыкальные классы местного отделения Императорского русского музыкального общества и решил посвятить себя военной музыке. Сначала пробовал свои силы в качестве помощника своего дяди — капельмейстера 24-го Драгунского Лубенского полка, а в 1903 году сам стал там же капельмейстером 14-й артиллерийской бригады. В том же году во время еврейского погрома участвовал в организации самообороны, был тяжело ранен и потерял левый глаз.

До 1908 года служил капельмейстером 14-й артиллерийской бригады в Кишинёве, затем 60-го пехотного Замосцского полка в Одессе, одновременно преподавал музыку и хоровое пение в одесском ремесленном училище общества «Труд», а также в народном училище № 12, сиротском доме и женской гимназии при этом обществе. В 1911 году поступил в Петербургскую консерваторию, которую окончил в 1917 году по оркестровому классу А. К. Глазунова, по классу дирижирования Н. Н. Черепнина, по классу инструментовки М. О. Штейнберга, по классу композиции Я. Витола. Глазунов заметил дарование Чернецкого, дав ему такую характеристику: 

«С. А. Чернецкий — отлично подготовленный музыкант. Зная большой дирижерский опыт Чернецкого, а также признавая сделанные им успехи за время пребывания в консерватории, я смело могу рекомендовать С. А. Чернецкого как даровитого и вполне умелого руководителя оркестрами».

## Служба в Красной Армии, организация и руководство оркестрами
В 1918 году Чернецкий добровольно вступает в РККА и назначается начальником секции военных оркестров Петроградского окружного военного комиссариата, а затем инспектором военных оркестров Петроградского военного округа (здесь и далее — должность инспектора военных оркестров соответствует современной должности начальника военно-оркестровой службы). Одновременно он руководил сводным оркестром Петроградского гарнизона.
В 1924 году Чернецкий назначается Инспектором военных оркестров Рабоче-Крестьянской Красной Армии (РККА), в 1926 году формирует сводный («тысячетрубный») оркестр Московского гарнизона, которым руководил с 1932 года. В 1928 году сформировал и возглавил Симфонический оркестр Центрального дома Красной Армии (ЦДКА). В 1935 году сформировал Оркестр НКО (Народного Комиссариата обороны), ставший впоследствии Первым отдельным показательным оркестром Министерства обороны СССР, и руководил им до 1949 года. Помимо этого Чернецкий оказывал большую помощь в организации оркестров штабов военных округов и военных академий, а также сводных оркестров крупных гарнизонов. Под его руководством оркестр Московского гарнизона начал участвовать не только в военных, но и в общественно-политических и культурно-массовых мероприятиях (таких, например, как праздничные концерты в Большом театре СССР).
На параде 7 ноября 1941 года в Куйбышеве и на знаменитом Параде Победы 24 июня 1945 года Чернецкий руководил сводным оркестром.
Находясь на руководящем посту, Чернецкий много сил (в том числе и личных творческих) и времени уделял формированию служебно-строевого репертуара для советских военных оркестров.
Именно он заложил методические основы исполнения строевого репертуара.

## Последние годы жизни
В 1946 году у Чернецкого в результате инсульта случился паралич, и он был вынужден отойти от активной служебной деятельности. Но даже несмотря на тяжёлую болезнь, он нашёл в себе силы, чтобы принять участие в качестве заместителя председателя комиссии-жюри Всеармейского соревнования военных оркестров штабов военных округов и военных академий.
С. А. Чернецкий скончался 13 апреля 1950 года в Москве. Похоронен с почестями на Новодевичьем кладбище (участок № 3).

## Семья
Старшие сёстры от первого брака отца — Мирл (в первом браке Цетлин, во втором Патлежан, 1857—?), Роза (в замужестве Лехно, 1867—?) и Нехама (в замужестве Блоштейн, 1863—?), от второго брака отца — Анна (1880—?) и младшие сёстры Дора (1884—?) и Эстер (1890—?). Три сестры стали музыкантами, записывались на грампластинки: 
- Пианистка и музыкальный педагог Эсфирь Александровна (Эстер Шаевна) Чернецкая (в замужестве Чернецкая-Гешелина; 21 февраля 1890 — 1922), ученица А. Б. Гольденвейзера[25], преподавала в Одесском музыкальном училище и консерватории (среди её учеников Б. М. Рейнгбальд); была замужем за видным оториноларингологом, профессором Александром Исааковичем Гешелиным (1882—1962)[26][27]. Пианистка Вера Исаевна (Дора Шаевна) Чернецкая (1884—?, в замужестве Меерович)[28][29]. Надежда (Нехама, 1863—?), выпускница Московской консерватории, также была пианисткой и камерной певицей.
- Брат (по отцу) — Лейб Исаевич Чернецкий (1 февраля 1866 — ?), с 1 сентября 1892 года капельмейстер 16-го стрелкового Его Величества Императора Александра III полка (в 1893—1894 годах вызывавшегося в Ливадию), в 1905 году в составе полка принял участие в боевых действиях под Мукденом, руководил оркестром и работал на перевязочных пунктах (награждён серебряной медалью на Георгиевской ленте с надписью «За храбрость»).
- Первая жена (1904) — Голда-Лея Чернецкая (брак зарегистрирован в Кишинёве 11 июня 1904 года)[30].
- Вторая жена — эстрадная певица Софья Файвушевна (Павловна) Чернецкая (урождённая Левитина[31], в предыдущих браках Зак и Кнабе; 1895, Лисичанск — 1973, Москва), из семьи крупного шахтовладельца[32], выступавшая под сценическим псевдонимом Софья Мар-Кнабе.
  - Дочь — Вера Семёновна Чернецкая (в замужестве Но), солистка хора Большого театра, вышла замуж за московского фотокорреспондента французского журнала «Пари матч» Жана Но (их внук Жан воспитывался в семье актёра Марка Бернеса)[33][34].
  - В семье С. А. Чернецкого воспитывались также дети от предыдущих браков его жены: дочь — Людмила Марковна Зак (1917—2001), доктор исторических наук (1968), профессор Московского государственного педагогического института (1972); сын — Адольф Степанович Чернецкий (Кнабе, 1926—1998).
- Дядя — капельмейстер Селенгинского 41-го пехотного полка и композитор Абрам Шахнович Рейдерман, автор вальсов «Осенние мечты», «Белые розы», «На заре», «Зацелуй меня до смерти», «Сны жизни», «К счастью», «Открытие бала», «Без любви», маршa для духового оркестра «Варяг», попурри «Гай-да тройка»[35].

## Галерея
Родители С. А. Чернецкого:
- отец (Шая Чернецкий)
- мать (Хая-Рухл Чернецкая)

## Награды и премии
- заслуженный деятель искусств РСФСР (1936)
- Сталинская премия второй степени (1946) — за концертно-исполнительскую деятельность
- орден Ленина [21.02.1945] (за выслугу лет)
- орден Красного Знамени [03.11.1944] и [20.06.1949] (оба за выслугу лет)
- орден Отечественной войны II степени [24.06.1944]
- орден Красной Звезды [21.02.1933]
- медаль «XX лет РККА» (1938)
- знак Осоавиахима «Бойцу ОКДВА» (1934, «за налаживание военно-оркестрового дела на Дальнем Востоке»)

## Педагогическая деятельность
Одним из направлений деятельности Чернецкого, которому он уделял постоянное внимание, была подготовка военных музыкантов. По инициативе Чернецкого были созданы школы военно-музыкантских воспитанников в разных городах страны. Менее чем за пять лет более трёх с половиной тысяч беспризорников обучились в таких школах, а затем были направлены в военные оркестры в качестве воспитанников. Многие из них стали руководителями военных оркестров. Петроградской школой Чернецкий руководил лично. В 1937 году по его инициативе были организованы три средние военно-музыкальные школы, одна из которых (Московское военно-музыкальное училище) действует и поныне. В Одесскую военно-музыкальную школу С. А. Чернецкий лично отбирал ребят из одесских детских домов.
Помимо этого, Чернецкий создаёт в 1923 году военно-капельмейстерские классы при 8-й Петроградской пехотной школе комсостава, с 1925 года преподаёт в капельмейстерском классе при Московской пехотной школе имени М. Ю. Ашенбреннера, с 1926 года руководит капельмейстерским классом на вокально-музыкальных курсах имени И. Ф. Стравинского. В 1935 году вместе с директором Московской консерватории Г. Г. Нейгаузом создаёт Военный факультет МГК имени П. И. Чайковского, где преподаёт дирижирование и служебно-строевой репертуар и в 1946 году получает звание профессора.

## Творчество
Без всякого преувеличения, Чернецкий является самым выдающимся русским военным композитором XX века . Им написано свыше 100 маршей (по некоторым данным около 200), патриотические песни и другие произведения. Спектр маршей Чернецкого весьма широк: помимо, собственно, военных здесь есть и общественно-политические («Слава Родине», «Ленинский призыв», «Марш московских пионеров»), и производственные («Индустриальный», «Родной Донбасс»), и национальные («Русский», «Славянский», несколько «Украинских», «Грузинский», «Азербайджанский» и др.)
и даже на темы песен советских композиторов. В своих военных маршах Чернецкий продолжил лучшие традиции русской военной музыкальной культуры, они не противостоят, как можно было бы ожидать от той эпохи, в которой он жил, а наоборот, являются естественными преемниками лучших дореволюционных военных маршей. Среди наиболее известных и популярных маршей, под которые вот уже не одно десятилетие проходят парады на Красной площади, каждый россиянин узнает (хотя бы на слух) знаменитый «Парад», торжественный марш «Рокоссовский», «Салют Москвы», «Марш танкистов», «Марш гвардейцев-миномётчиков», «Слава Родине», «Вступление Красной Армии в Будапешт», «Вступление Советской Армии в Бухарест» и многие другие.
Марши:
- 1924 ? или ? 1936 Ленинский призыв[36]
- 1932 Индустриальный марш
- 1933 ГТО[37]
- 1934 Биробиджан марш[38][39]
- 1936 ? Встречный марш, С темой из песни «Варшавянка»[40]
- 1936 ? Встречный марш, С темой из песни «Белая армия, черный барон»[41]
- 1936 ? Встречный марш, С темой из песни «Рабочей Марсельезы»[42]
- 1936 Московские пионеры марш[43]
- 1936 Казачий марш: Посвящается красному казачеству[44]
- 1936 Грузинский марш[45]
- 1936 Краснознаменный комсомол марш[46]
- 1936 Украинский марш № 1[47]
- 1936 Украинский марш № 2[48]
- 1936 или 1938 Украинский марш № 3[49]
- 1937 Грузинский колонный марш[50]
- 1937 Молодость, марш (из песен М. Блантера)[51]
- 1937 Кавалерийская рысь[52]
- 1937 Краснознамённому ансамблю[53]
- 1938 Наша родина, марш (из песен И. Дунаевского и Л. Ревуцкого)[54]
- 1938 Под флагом Наркома, марш (из песен Ю. Хайта)[55]
- 1939 Дружба народов СССР[56]
- 1940 Марш-Парад[57][58]
- 1940 Торжественный марш: Первой конной армии к XX-летнему юбилею Совместно с З. Фельдманом.
- 1940 Молдавский марш: Памяти героя Г. И. Котовского (Советская Молдавия ?)[59]
- 1940 Бессарабский марш (Советская Молдавия): Вступление Красной Армии в Кишинёв[60]
- 1940 Анатолий Крохалёв
- 1940 Торжество победы
- 1941 Встречный марш военных училищ РККА[61]
- 1941 ? Марш 1-й стрелковой гвардейской дивизии [62]
- 1941 Победа за нами марш
- 1942 Встречный марш Первого гвардейского кавалерийского корпуса[63]
- 1942 Встречный марш Второго гвардейского кавалерийского корпуса[64]
- 1942 Встречный марш Третьего гвардейского кавалерийского корпуса[65]
- 1942 Марш 8-й гвардейской стрелковой дивизии им. генерала Панфилова[66]
- 1942 Славянский марш[67][68]
- 1942 Фанфарный марш гвардейских дивизий
- 1942 Марш первой гвардейской стрелковой дивизии[69][70]
- 1942 За правое дело (песня?)
- 1943 Марш танкистов [71]
- 1943 Марш гвардейцев-минометчиков[72]
- 1943 Герои Сталинграда[73][74]
- 1943 Герои Азербайджана[75]
- 1943 Юбилейный встречный марш Красной Армии (25 лет РККА)[76]
- 1944 Марш Ленинградских гвардейских стрелковых дивизий[77]
- 1944 Родной Донбасс[78]
- 1944 Марш 53-й Стрелковой гвардейской дивизии[79]
- 1944 Салют Москвы[80]
- 1944 Победный марш (фанфарный) Слава Родине[81]
- 1944 Вступление Красной Армии в Бухарест[82]
- 1945 Вступление Красной Армии в Будапешт[83]
- 1945 Праздник Победы марш[84]
- 1945 Русский марш[85]
- 1946 Встречный марш артиллерии[86]
- 1946 Встречный марш танкистов
- 1946 Марш артиллеристов[87][88]
- 1946 Марш гвардейской артиллерии[89]

Без даты:
- Церемониальный марш Красной Армии[90]
- Десантники марш[91]
- Марш первой гвардейской мотострелковой московской дивизии (предположительно, 1942)
- Походный марш
- Торжественный марш «Рокоссовский»  (предположительно, 1942)[92]
- Песня-марш Всеобуча
- Привет краснофлотцам[93]
- Осоавиахим (предположительно, 1937)[94]
- марш «Героический»
- Марш трудовых резервов
- Досарм Концертный марш (предположительно, 1948)
- Марш Первого Украинского фронта[95]

Песни:
- Песнь свободной Россіи (Для одного голоса съ аккомп. ф.-п. / Слова и муз. С. А. Чернецкаго[96]

Д 68/247 Пг. : I. Юргенсонъ, б.г.)
- 1917 Плачь запорозьців[97]
- 1940 Как вернее бить врагов[98]
- 1941 Боевая пехотная[99]
- 1941 Будем драться до победы[100]
- 1941 За родину — вперед![101]
- 1942 Славься, Советская наша страна[102]
- 1942 За правое дело: Песня летчиков[103]
- 1942 Песня-марш Всевобуча
- 1942 Наш товарищ комиссар
- 1943 За отчизну, за Россию[104]
- 1943 Песня о маршале Василевском
- 1943 Уральцы бьются здорово
- 1943 Уставная строевая
- 1943 Славься, свободная наша страна
- 1943 Москва, Москва
- 1943 Песня казачки
- 1945 Победная песня
- 1946 Песня пионеров Советского союза

Остальное:
- 1927 или 1933 Красная заря. Церемониальная музыка[105].
- 1935 Развод караулов. Церемониальная музыка, совместно с Д. Ф. Салиман-Владимировым.
- ? В любви счастье. Вальс[106].
- ? Мая ? . Вальс[107].

Сочинения:
- 1934 Ротный самодеятельный оркестр[108]
- 1945 Методика освоения служебно-строевогo репертуара военных оркестров Красной Армии
- 1945 Служебнo-строевой репертуар для оркестров Красной Армии (дирекцион с приложением 21 партии в отдельных переплетах).[109]